# Арзгирский сельсовет
Арзгирский сельсовет — упразднённое сельское поселение в Арзгирском районе Ставропольского края России.
Административный центр — село Арзгир.

## География
Находится в центральной части Арзгирского района. Площадь сельсовета — 142 669 га.

## История
Арзгирский сельсовет образован в 8 мая 1918 года.
Статус и границы сельского поселения установлены в 2004 году Законом Ставропольского края.
16 марта 2020 года все муниципальные образования Арзгирского района были упразднены и включены в Арзгирский муниципальный округ.

## Символика
Герб сельского поселения разработан и утверждён советом депутатов Арзгирского сельсовета:352. Его официальное описание гласило:

Геральдический щит разделён по горизонтали на две равные части. В верхней половине на синем фоне золотым цветом изображена карта Ставропольского края. В правой части карты на месте расположения села Арзгир изображение четырёхугольной звезды красного цвета, от неё вправо и влево прочерчена линия, обозначающая сорок пятую параллель северной широты. В левой части карты, на месте расположения города Ставрополя, изображение прямого креста белого цвета. В нижней половине на зелёно-голубом фоне изображены символы, отражающие главные природно-экономические особенности Арзгира: в левой части колосья, в правой части овцы символизируют основные исторические направления сельскохозяйственного развития производства, а расположенное в правом верхнем углу солнце — географическое расположение Арзгира — восток Ставропольского края. В центре в самой высокой точке расположена вышка ретранслятора, передающая телесигнал на село Арзгир и другие населённые пункты. (…) Щит обрамлён венком из листьев дуба и пшеничных колосьев, что означает прочность, надёжность, долголетие и плодородие. Венок переплетён лентой с цветовой гаммой Государственного флага Российской Федерации, этим подчёркивается, что с. Арзгир является неотъемлемой частью Ставропольского края и Российской Федерации.— Решение Совета депутатов МО Арзгирский сельсовет от 23 апреля 2014 года № 11
Этот герб не был одобрен краевой геральдической комиссией, поскольку последняя нашла в нём ряд нарушений правил геральдики («использование надписей и цифр; использование элементов и целых композиций герба Ставропольского края; неправильное деление гербового щита; наличие каймы по краю гербового щита; изображение натуральных объектов»):353.

## Население
| \| 1989[8] \| 2002[8] \| 2010[9] \| 2011[10] \| 2012[11] \| 2013[12] \| 2014[13] \| \| -------- \| -------- \| -------- \| -------- \| -------- \| -------- \| -------- \| \| 15 823 \| ↗15 974 \| ↘15 119 \| ↘15 111 \| ↘14 982 \| ↘14 883 \| ↘14 701 \| \| 2015[14] \| 2016[15] \| 2017[16] \| 2018[17] \| 2019[17] \| 2020[2] \| \| \| ↘14 501 \| ↘14 247 \| ↘14 185 \| ↘14 090 \| ↘13 853 \| ↘13 692 \| \| 5000 10 000 15 000 20 000 2010 2015 2020 |         |         |         |         |         |         |
| 1989 | 2002    | 2010    | 2011    | 2012    | 2013    | 2014    |
| 15 823 | ↗15 974 | ↘15 119 | ↘15 111 | ↘14 982 | ↘14 883 | ↘14 701 |
| 2015 | 2016    | 2017    | 2018    | 2019    | 2020    |         |
| ↘14 501 | ↘14 247 | ↘14 185 | ↘14 090 | ↘13 853 | ↘13 692 |         |

### Национальный состав
По итогам переписи населения 2010 года проживали следующие национальности (национальности менее 1 %, см. в сноске к строке «Другие»):
| Национальность | Численность | Процент |
| -------------- | ----------- | ------- |
| Русские        | 12 392      | 81,96   |
| Даргинцы       | 936         | 6,19    |
| Туркмены       | 475         | 3,14    |
| Цыгане         | 204         | 1,35    |
| Армяне         | 197         | 1,30    |
| Украинцы       | 173         | 1,14    |
| Другие         | 742         | 4,91    |
| Итого          | 15 119      | 100,00  |

## Состав сельского поселения
| № | Населённый пункт | Тип населённого пункта       | Население |
| - | ---------------- | ---------------------------- | --------- |
| 1 | Арзгир           | село, административный центр | ↘13 160   |
| 2 | Башанта          | аул                          | ↗400      |

## Местное самоуправление
- Совет сельского поселения Арзгирский сельсовет, состоит из 10 депутатов, избираемых на муниципальных выборах по одномандатным избирательным округам.
- Глава поселения — Михаил Иванович Черныш[22]
- Администрация сельского поселения Арзгирский сельсовет